# Putney
Putney (/ˈpʌtni/) egy körzet London délnyugati külvárosában, Wandsworth kerületben. A Temze déli partja mentén húzódik, a Putney-hídon lehel eljutni az északi parton lévő Fulhambe. Csendes lakóövezete a Wandsworth Parkot veszi körül. A fő bevásárlóutca a Putney High Street, ahol az angol főváros összes fő jellegzetes márkája megtalálható.
A Putney Bridge a híres Oxford–Cambridge evezősverseny kiindulópontja; a verseny innen felfelé, a folyó mentén zajlik.

## Története
Putney Putelei néven szerepel a Domesday Bookban, 1086-ban.
Eredetileg plébánia volt a Brixton százában, Surrey megyében. 1855-ben a plébánia a Fővárosi Munkaügyi Tanács illetékességi területéhez és a Wandsworth kerülethez tartozott. 1889-ben a kerületet Surrey-ből London megyébe helyezték át. 1900-ban Wandsworth kerület Wandsworth Metropolitan Borough-vá vált. 1965 óta Putney a London Borough of Wandsworth részeként Nagy-Londonhoz tartozik.
Az első állandó híd 1729-ben készült el. Ez volt a második híd, amelyet Londonban építettek a Temzén a London Bridge után. Fa szerkezete volt, amely 150 évig kitartott. 1886-ban a jelenlegi híd váltotta fel.

## Városrészek Putney közelében
- Fulham
- Wandsworth
- Roehampton
- Barnes
- East Sheen
- Putney Valley
- Southfields
- Wimbledon Common
- Wimbledon

## Evezés
A 19. század második felétől Putney az evezés Mekkája Nagy-Britanniában. Ennek két történelmi oka van:
Először is, a motorcsónakok növekvő száma és a szennyvíz növekvő mennyisége a Temzében London központjában kellemetlenné, ha nem lehetetlenné tette a vízi kikapcsolódást. Sokkal kisebb volt a kereskedelmi hajóforgalom Putney-ben, részben azért, mert az eredeti Putney-híd számos mólója megakadályozta a nehéz hajók áthaladását. Ráadásul ott tisztább volt a víz.
Másodszor, a londoni és délnyugati vasút megépítése a Waterloo állomástól, valamint a Metropolitan District Railway (később Underground District vonal) a Putney Bridge-ig megkönnyítette a Temze elérését Putney-nál.

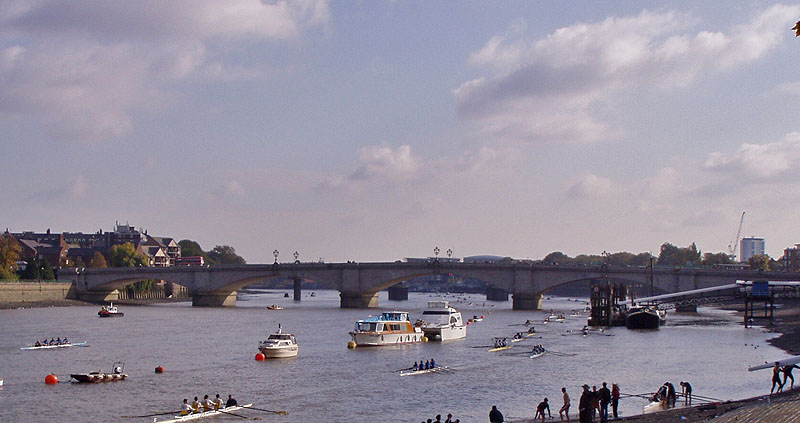
Putney hídja

Több mint húsz evezősklub található Putney-ben. A legnagyobbak közé tartozik a London Rowing Club, a Thames Rowing Club, az Imperial College Boat Club és a Vesta Rowing Club. A Leander Clubnak 1867 és 1961 között volt egy csónakháza Putney-ben. Végül, bár megtartotta nevét, a Putney Town Rowing Club Kew-be költözött. A Putney Clubs számos olimpiai érmest és Henley Royal Regatta-győztest adott. 
Az Oxford és Cambridge közötti evezősverseny, amelyet először Henley-on-Thames-ben rendeztek meg 1829-ben, 1845-ben Putney-be költöztek. 1859 óta évente megrendezésre kerülő esemény, amely az Egyetemi kőnek nevezett határkőnél kezdődik, közvetlenül a Putney-hídtól felfelé.
Több más evezősverseny is ennél a mérföldkőnél kezdődik vagy ér célba, a legismertebb talán a Head of the River Race.

## Putney-vel kapcsolatos személyiségek

### Putney-ben született hírességek
- Thomas Cromwell (1485 k. – 1540), politikus főpap
- Edward Gibbon (1737–1794), történész
- John William Douglas (1814–1905), entomológus
- Ronald Brunlees McKerrow (1872–1940), bibliográfus és angolirodalom-történész
- Clement Attlee (1883–1967), politikus, Nagy-Britannia miniszterelnöke 1945 és 1951 között
- Carol Reed (1906–1976), filmrendező
- Charles King (1911-2001), kerékpárversenyző
- Peter Bonetti (1941–2020), labdarúgó
- Kieran Hebden (1980), elektronikus zenei zeneszerző Four Tet álnéven. Az Adem Ilhannel és Sam Jeffersszel alakult post-rock formáció Fridge gitárosa is
- Jason Flemyng (1966) színész, Gordon Flemyng skót rendező fia

### Putney-ben elhunyt hírességek
- Ifj. William Pitt (1759–1806), politikus és Nagy-Britannia miniszterelnöke 1783-tól 1801-ig, valamint 1804-től 1806-ig
- George Robert Waterhouse (1810–1888), természettudós
- Robert William Paul (1869–1943), a brit filmművészet úttörője

## Fordítás
- Ez a szócikk részben vagy egészben  a   Putney című francia Wikipédia-szócikk ezen változatának fordításán alapul.  Az eredeti cikk szerkesztőit annak laptörténete sorolja fel. Ez a jelzés csupán a megfogalmazás eredetét és a szerzői jogokat jelzi, nem szolgál a cikkben szereplő információk forrásmegjelöléseként.